# Рабаулска битка
Рабаулска битка от 23 януари до февруари 1942 година е битка при Рабаул по време на Новогвинейската кампания на Втората световна война.
В нея флот на Япония се придвижва към Рабаул от базата си на остров Трук и, възползвайки се от голямото си превъзходство в хора и техника, бързо преодолява съпротивата на австралийския гарнизон в града. Завземането на Рабаул се превръща в голям стратегически успех за японците, които го превръщат в силно укрепена база и свой основен опорен пункт в югозападната част на Тихия океан за времето до края на войната.